# Lago di Trona
Il lago di Trona è un lago delle Alpi Orobie, situato a 1.805 m nella val Gerola, in provincia di Sondrio. Si trova a nord della cima omonima, a pochi metri dal lago Zancone.
La conformazione originaria venne modificata nei primi anni quaranta dalla società Orobia con un'imponente diga, trasformando di fatto il naturale laghetto glaciale nella più grande fonte di energia elettrica della valle del Bitto (5.196.000 m³).
Dal lago di Trona è possibile raggiungere la Baita di Piic.